# Le Figaro

Logo

Le Figaro este un ziar cotidian conservator francez, care prezintă în articolele sale probleme economice și sociale. Împreună cu cotidianul Le Monde sunt cele mai importante ziare cu caracter informativ din Franța.
Le Figaro a luat ființă la data de 15 ianuarie 1826, numele său fiind legat de personajul din piesa de teatru Le Barbier de Séville a lui Beaumarchais care a inspirat opera lui Rossini Bărbierul din Sevilla și compoziția lui Mozart Nunta lui Figaro. Pe prima pagină apare antetul Sans la liberté de blâmer il n'est point d'éloge flatteur ce poate fi tradus ca Fără libertatea de a critica, nu exista elogiu adevărat. Din anul 1866 ziarul apare zilnic, el fiind cel mai vechi cotidian din Franța. Printre redactorii renumiți de la Le Figaro se numără: Albert Wolff, Émile Zola și Jules Claretie. Numărul exemplarelor vândute în ultimii ani a rămas constant, el atingând cifre între 339.236 și 330.237 de exemplare. Le Figaro a contribuit la înființarea cotidienelor European Dailies Alliance (EDA), Die Welt (Germania), Daily Telegraph și ABC (Spania).
După publicarea în Le Figaro a unui articolul al lui Robert Redeker în care acesta punea întrebarea Face aux intimidations islamistes, que doit faire le monde libre? (Ce trebuie să facă o lume liberă în fața intimidărilor islamiste?) reacția în lumea arabă a fost interzicerea apariției ziarului în Egipt și Tunisia, autorul articolului fiind amenințat în mod repetat cu moartea.